# 騰雲科技
騰雲科技服務股份有限公司（英語：Turn Cloud Technology）簡稱騰雲科技或騰雲，成立於2016年，是臺灣軟體解决方案服務商之一，運用物聯網IoT、行銷科技、金融科技、大數據分析、人工智慧等技術，主要提供零售商與購物商場等業者的客、商、金流解決方案。2021年與資料科學團隊創代科技共同成立「騰創數析股份有限公司 」，2022年與創易加投資合資子公司「騰加數位股份有限公司」。騰雲於2023年於臺灣上櫃掛牌交易，股務代理機構為福邦證券股份有限公司股務代理部。